# Ashanti (Sängerin)

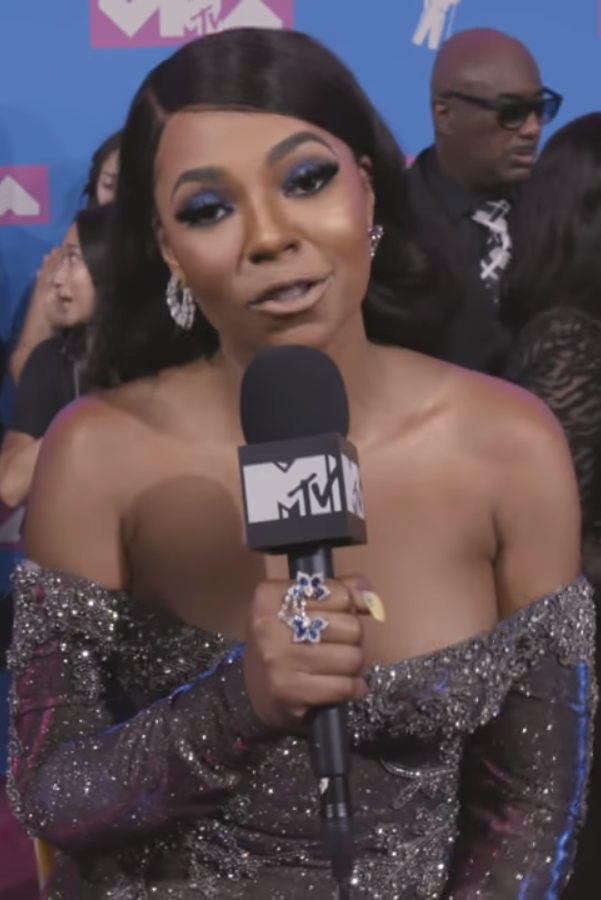
Ashanti (2018)

Ashanti Shequoiya Douglas (* 13. Oktober 1980 in Glen Cove, Long Island, New York) ist eine US-amerikanische R&B- und Pop-Sängerin und Schauspielerin.

## Biografie
Im Alter von sechs Jahren begann die Tochter einer Tanzlehrerin und eines Sängers im lokalen Gospelchor zu singen. Parallel dazu erhielt sie eine professionelle Tanzausbildung am Bernice Johnson Cultural Arts Centre, die ihr zur Teilnahme an lokalen TV-Talent-Shows verhalf. Von einem Agent entdeckt, trat Ashanti später unter anderem in der Carnegie Hall, in diversen Musikvideos und dem Disney Fernsehmusical Polly auf.
Mit 14 Jahren unterzeichnete sie ihren ersten Plattenvertrag bei Jive Records, doch die Zusammenarbeit blieb ohne Folgen und Ashanti wechselte drei Jahre später zu Epic Records. Dort lernte sie Irv Gotti, Produzent und Chef des Murder-Inc.-Sublabels kennen, der beschloss, die Sängerin für seine Combo zu verpflichten. Infolgedessen war Ashanti Ende 2001 erstmals als Chorus-Stimme auf der Nr.-1-Single Always on Time ihres Kollegen Ja Rule zu hören; wenig später konnte auch Rapper Fat Joe sie davon überzeugen, auf seiner Auskopplung What’s Luv? zu singen.
Im Zuge des Erfolges beider Co-Produktionen veröffentlichte Ashanti im Sommer 2002 ihr selbstbetiteltes Debütalbum. Die erste Solosingle Foolish wurde zum Welthit und schaffte auf Anhieb den Sprung auf Platz eins der US-Charts; dort hielt sie sich elf Wochen lang und entwickelte sich damit zur erfolgreichsten Single des Jahres. Mit Happy und Baby folgten anschließend zwei weitere erfolgreiche Auskopplungen. Die Platte selbst verkaufte sich indes über sechs Millionen Mal und wurde 2003 mit einem Grammy prämiert.
Anfang 2003 war Ashanti erneut als Singlefeature für Ja Rule (Mesmerize) und Fabolous (Into You) zu hören, bevor sie im Sommer mit der ersten Auskopplung Rock wit U ihr zweites Album Chapter II ankündigte. Sowohl die Platte als auch die daraus entnommenen Singles konnten nicht an den Erfolg des Erstlingswerkes heranreichen, zählen jedoch zu den meistverkauften bzw. -gespielten Veröffentlichungen des Jahres. Mit Ashanti’s Christmas folgte zum Jahreswechsel ein Weihnachtsalbum.
2004 erschien ihr drittes Album Concrete Rose. Die CD erreichte Platz sieben der amerikanischen Albumcharts und wurde mit Platin ausgezeichnet, blieb jedoch insbesondere international weit hinter den Erwartungen zurück und wurde nach dem Hit Only U und dem mäßigen Erfolg der zweiten Single Don’t Let Them von Def Jam Records nicht weiter gefördert.
Ashanti selbst widmete sich derweil der Schauspielerei. Noch im selben Jahr trat sie als Nebendarstellerin im Bollywood-Film Bride and Prejudice auf; mit Coach Carter gelang ihr im Frühjahr 2005 ein Kassenschlager. Anschließend veröffentlichte sie mit Collectables ihr erstes Remixalbum.
Im Jahr 2007 beendete die Sängerin die Aufnahmen zu ihrem vierten Studioalbum The Declaration, das im Frühjahr 2008 veröffentlicht wurde und an dem sie unter anderem mit Babyface, Polow Da Don, Pharrell Williams, Swizz Beatz, Dr. Dre und Robin Thicke arbeitete. Die erste Single trägt den Titel The Way That I Love You. Ashanti war von 2003 bis Ende 2012 mit dem Rapper Nelly liiert. 2023 nahmen sie ihre Beziehung erneut auf und heirateten am 27. Dezember 2023. Am 18. Juli 2024 kam ihr Sohn zur Welt.
Ashanti hat 2012 eine Single namens The Woman You Love, ein Feature mit Busta Rhymes, veröffentlicht. Es ist eine Promo-Single für das Album Braveheart. Die Lead-Single des Albums ist Never Should Have. Als zweiter Song wurde I Got It mit Rick Ross veröffentlicht.

## Diskografie
Studioalben

| Jahr | Titel Musiklabel                              | Höchstplatzierung, Gesamtwochen, AuszeichnungChartplatzierungen (Jahr, Titel, Musiklabel, Platzierungen, Wochen, Auszeichnungen, Anmerkungen) | Höchstplatzierung, Gesamtwochen, AuszeichnungChartplatzierungen (Jahr, Titel, Musiklabel, Platzierungen, Wochen, Auszeichnungen, Anmerkungen) | Höchstplatzierung, Gesamtwochen, AuszeichnungChartplatzierungen (Jahr, Titel, Musiklabel, Platzierungen, Wochen, Auszeichnungen, Anmerkungen) | Höchstplatzierung, Gesamtwochen, AuszeichnungChartplatzierungen (Jahr, Titel, Musiklabel, Platzierungen, Wochen, Auszeichnungen, Anmerkungen) | Höchstplatzierung, Gesamtwochen, AuszeichnungChartplatzierungen (Jahr, Titel, Musiklabel, Platzierungen, Wochen, Auszeichnungen, Anmerkungen) | Anmerkungen                                                  |
| Jahr | Titel Musiklabel                              | DE | AT | CH | UK | US | Anmerkungen                                                  |
| ---- | --------------------------------------------- | --- | --- | --- | --- | --- | ------------------------------------------------------------ |
| 2002 | Ashanti Murder Inc. Records                   | DE10 (21 Wo.)DE | AT36 (15 Wo.)AT | CH15 Gold · (29 Wo.)CH | UK3 Platin · (42 Wo.)UK | US1 ×3Dreifachplatin · (55 Wo.)US | Erstveröffentlichung: 2. April 2002 Verkäufe: + 3.755.000    |
| 2003 | Chapter II Murder Inc. Records                | DE12 (7 Wo.)DE | AT65 (5 Wo.)AT | CH9 (9 Wo.)CH | UK5 Gold · (12 Wo.)UK | US1 Platin · (30 Wo.)US | Erstveröffentlichung: 30. Juni 2003 Verkäufe: + 1.200.000    |
| 2004 | Concrete Rose The Inc. Records (UMG)          | DE36 (7 Wo.)DE | — | CH66 (9 Wo.)CH | UK25 Gold · (11 Wo.)UK | US7 Platin · (20 Wo.)US | Erstveröffentlichung: 7. Dezember 2004 Verkäufe: + 1.200.000 |
| 2008 | The Declaration The Inc. Records (UMG)        | — | — | — | — | US6 (17 Wo.)US | Erstveröffentlichung: 30. Mai 2008                           |
| 2014 | Braveheart Written Entertainment (EOne Music) | — | — | — | — | US10 (3 Wo.)US | Erstveröffentlichung: 4. März 2014                           |

## Filmografie (Auswahl)
- 2002: Sabrina – Total Verhext! (Sabrina, the Teenage Witch, Fernsehserie, eine Folge)
- 2003: Buffy – Im Bann der Dämonen (Buffy the Vampire Slayer, Fernsehserie, eine Folge)
- 2004: Liebe lieber indisch (Bride & Prejudice)
- 2005: Coach Carter
- 2005: Muppets: Der Zauberer von Oz (The Muppets' Wizard of Oz, Fernsehfilm)
- 2005: Las Vegas (Fernsehserie, eine Folge)
- 2006: Rache ist sexy (John Tucker Must Die)
- 2007: Resident Evil: Extinction
- 2013: Army Wives (Fernsehserie, 13 Folgen)
- 2014: Mutantenwelt (Mutant World)
- 2016: Mothers and Daughters
- 2017: Stuck
- 2019: Winter Song
- 2021: Honey Girls
- 2022: A New Diva’s Christmas Carol (Fernsehfilm)
- 2023: The Plus One
- 2025: No Address